# Carina Åkerström
Millan Carina Åkerström, född 22 oktober 1962 i Kalmar , är en svensk företagsledare som var koncernchef och VD för Svenska Handelsbanken från den 27 mars 2019. Hon efterträddes av Michael Green vid årsskiftet 2023/2024.
Carina Åkerström började 1986 arbeta för Handelsbanken, på dess kontor i Kalmar och har bland annat varit vice VD (2008–2019), chef för regionbankerna Östra Sverige (2008–2010) och Stockholm (2010–2019) och ställföreträdande koncernchef (2016–2019).
Carina Åkerström valdes till styrelseordförande för Alecta den 22 februari 2024. Den 3 mars 2024 avgick hon från ordförandeposten i Alecta.
Hon avlade en juristexamen vid Lunds universitet.